# Walther Amelung
Walter Oscar Hemst Amelung (Stettino, 15 ottobre 1865 – Bad Nauheim, 12 settembre 1927) è stato un archeologo tedesco.
Fu allievo a Monaco di Baviera di Heinrich Brunn e a Tubinga di Erwin Rohde. Dal 1922 fu a Roma come direttore del museo germanico. Curò, insieme a Paul Arndt, la pubblicazione del celebre Photographische Einzelaufnahmen antiker Skulpturen (1893) e la guida delle sculture di Firenze (1897).